# Yasemen Saylarová
Yasemen Saylar (* 7. září 1990) je turecká basketbalistka hrající za Galatasaray. Jejím manželem je turecký fotbalista Semih Kaya, který v letech 2017–2019 hrál v Česku za Spartu a momentálně hraje za Galatasaray SK.